# Oleg Șișchin
Oleg Șișchin (ur. 7 stycznia 1975 w Kiszyniowie) – mołdawski piłkarz występujący na pozycji pomocnika.

## Kariera klubowa
Șișchin karierę rozpoczynał w 1992 roku w zespole Amocom Kiszyniów, grającym w pierwszej lidze mołdawskiej. W 1995 roku został zawodnikiem Spumante Cricova, a na początku 1996 roku przeszedł do zespołu Constructorul-93. W tym samym roku zdobył z nim Puchar Mołdawii, a w 1997 roku mistrzostwo Mołdawii.
W 1999 roku Șișchin został zawodnikiem rosyjskiego klubu CSKA Moskwa. W tym samym roku zajął z nim 3. miejsce w pierwszej lidze. W 2001 roku odszedł do także pierwszoligowego Saturna Ramienskoje i spędził tam sezon 2001. Następnie grał w drugoligowych zespołach Dinamo Petersburg, Kristałł Smoleńsk, FK Chimki oraz Tom Tomsk, do którego trafił w 2004 roku. W tym samym roku awansował z nim do pierwszej ligi.
W 2007 roku Șișchin odszedł do drugoligowego Awangardu Kursk. W 2008 roku został graczem azerskiego İnteru Baku, z którym w sezonie 2008/2009 wywalczył wicemistrzostwo Azerbejdżanu. W 2009 roku wrócił do Mołdawii, gdzie grał w klubach Olimpia Bielce, Dacia Kiszyniów, Zimbru Kiszyniów oraz Academia UTM Kiszyniów. W 2014 roku zakończył karierę.

## Kariera reprezentacyjna
W reprezentacji Mołdawii Șișchin zadebiutował 9 kwietnia 1996 w zremisowanym 2:2 towarzyskim meczu z Ukrainą. W latach 1996–2006 w drużynie narodowej rozegrał 38 spotkań.